# Blaise Nkufo
Blaise Nkufo (Kinshasa, Zaire, 1975. május 25. –) zairei származású svájci labdarúgó, aki jelenleg az egyesült államokbeli Seattle Sounders FC egyesületében játszik.

## Pályafutása
Karrierjét 1993-ban a svájci FC Lausanne-Sport csapatában kezdte, ahonnan egyetlen szezont követően a másodosztályba igazolt, az FC Echallenshez. 2005-ben a katari Al-Arabi Sports Club labdarúgója lett, és itt érte el első komoly sikerét, katari bajnok lett. 1996-ban ismét svájcba igazolt, 2001-ig több egyesületben is játszott: Yverdon-Sport FC, FC Lausanne-Sport, Grasshopper Club Zürich, AC Lugano. 1998-ban az FC Lausanne-Sport labdarúgójaként svájci kupát nyert.
A csatárposzton játszó Nkufo 2001-ben Németországba igazolt, az 1. FSV Mainz 05-höz, 2002-ben pedig a Hannover 96 csapatát erősítette. 2003-ban pályafutásának egy jelentős állomásához érkezett, amikor a holland FC Twente-hez igazolt, itt hét évet töltött és csapatával megnyerte a 2009/10-es holland bajnokságot. 2010. március 4-én bejelentették, hogy ismét egyesületet vált, az amerikai Seattle Sounders FC labdarúgóklubbal kötött szerződést.

## Válogatott
A felnőtt válogatottban 2000-ben mutatkozott be. Első válogatott gólját 2002. május 15-én szerezte a kanadai válogatott ellen.
Tagja a 2010-es labdarúgó-világbajnokságra utazó svájci keretnek.
| #  | Dátum                | Helyszín   | Ellenfél    | Gólarány | Eredmény  | Rendezvény   |
| -- | -------------------- | ---------- | ----------- | -------- | --------- | ------------ |
| 1. | 2002. május 15.      | St.Gallen  | Kanada      | 1–3      | Vereség   | Barátságos   |
| 2. | 2007. szeptember 11. | Klagenfurt | Japán       | 3–4      | Vereség   | Barátságos   |
| 3. | 2008. szeptember 6.  | Tel-Aviv   | Izrael      | 2–2      | Döntetlen | vb-selejtező |
| 4. | 2008. szeptember 10. | Zürich     | Luxemburg   | 1–2      | Vereség   | vb-selejtező |
| 5. | 2008. október 11.    | St. Gallen | Lettország  | 2–1      | Győzelem  | vb-selejtező |
| 6. | 2008. október 15.    | Piräus     | Görögország | 2–1      | Győzelem  | vb-selejtező |
| 7. | 2009. április 1.     | Genf       | Moldova     | 2–0      | Győzelem  | vb-selejtező |

## Sikerei, díjai

### Klubcsapatokkal
Alarabi Sports Club
- 1995/96-ban katari bajnok.

FC Lausanne-Sport
- 1998-ban svájci kupagyőztes.

FC Twente
- 2009/10-ben holland bajnok.

## Külső hivatkozások
- Adatlapja a weltfussball.de honlapon